# Великие магистры Тевтонского ордена

Герб великого магистра

Великий магистр Тевтонского ордена — высшая исполнительная должность в Тевтонском ордене. В его компетенции находилась внутренняя политика: управление территориями, кадровая политика, управление другими делами ордена, а также внешняя политика.

## Герб великого магистра
Герб великого магистра состоит из чёрного креста на серебряном фоне. Внутри располагается золотой крест с лилиями на вершинах. В середине креста размещён геральдический щит с чёрным орлом на золотом фоне.

## Избрание
После смерти великого магистра его заместитель — великий комтур ордена — созывал капитул, состоявший из 12 членов: 7 рыцарей, 4 сержантов (братьев без рыцарского звания) и одного священника. Решение принималось большинством голосов. Выборы проходили в течение трёх месяцев после смерти (или отставки) великого магистра.

## Руководители госпитального братства (1190—1198)
Созданию рыцарского ордена предшествовало госпитальное братство, созданное для поддержания немецких пилигримов в палестинских землях. Считается, что основатели госпиталя оказывали помощь раненным христианам в Акре около 1190 года. Сведения об этом этапе истории ордена не носят целостного характера.
- 1190 Сибранд (Sibrand) (предположительно, основатель и первый руководитель братства)
- 1190—1192 Конрад (Konrad), капеллан герцога Фридриха Швабского
- 1192 Герхард (Gerhard)
- 1193—1194 Генрих (Heinrich), prior
- 1195 Ульрих (Ulrich)
- 1196—1198 Генрих (Heinrich), praeceptor

## Список великих магистров Тевтонского ордена
Местопребывание столицы Ордена неоднократно менялось. Список великих магистров построен по хронологическим и географическим критериям.

### Акра(1198— ок.1230)

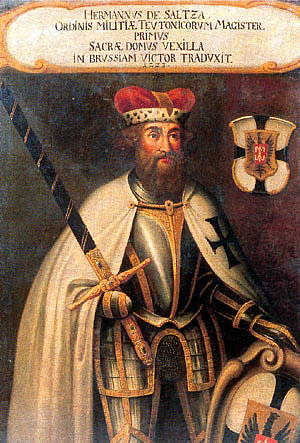
Портрет 4-го великого магистра ордена Германа фон Зальца

Основанный в 1198 на базе немецкого госпиталя орден находился под большим влиянием «старших» рыцарских орденов: госпитальеров и тамплиеров. Главное отличие ордена от упомянутых братств заключалось в национальном принципе. Если у старших орденов не было определенной национальной принадлежности (хотя главную роль в них играли франкоязычные рыцари), Тевтонский орден изначально позиционировал себя как орден немецкий.
Первые великие магистры известны мало, но ими была проведена работа по созданию самостоятельного Ордена. Был принят устав Ордена и сформирована структура управления. Резиденция магистров Акра была последним городом в руках крестоносцев в Святой земле. Она располагалась у моря на пересечении торговых путей. В 1230 4-й великий магистр Герман фон Зальца перенёс резиденцию в замок Монфор.
| Имя                           | Немецкое написание             | начало | конец | Примечания                                 |
| ----------------------------- | ------------------------------ | ------ | ----- | ------------------------------------------ |
| Генрих Вальпот фон Бассенхайм | Heinrich Walpot von Bassenheim | 1198   | 1200  | Первый великий магистр, основатель ордена. |
| Отто фон Керпен               | Otto von Kerpen                | 1200   | 1208  | Укрепил независимость ордена.              |
| Генрих фон Тунна (Барт)       | Heinrich von Tunna             | 1208   | 1209  | Продолжал политику Отто фон Керпена.       |
| Герман фон Зальца             | Hermann von Salza              | 1209   | 1239  | Перенёс столицу ордена в замок Монфор      |

### Замок Монфор(1230—1271)

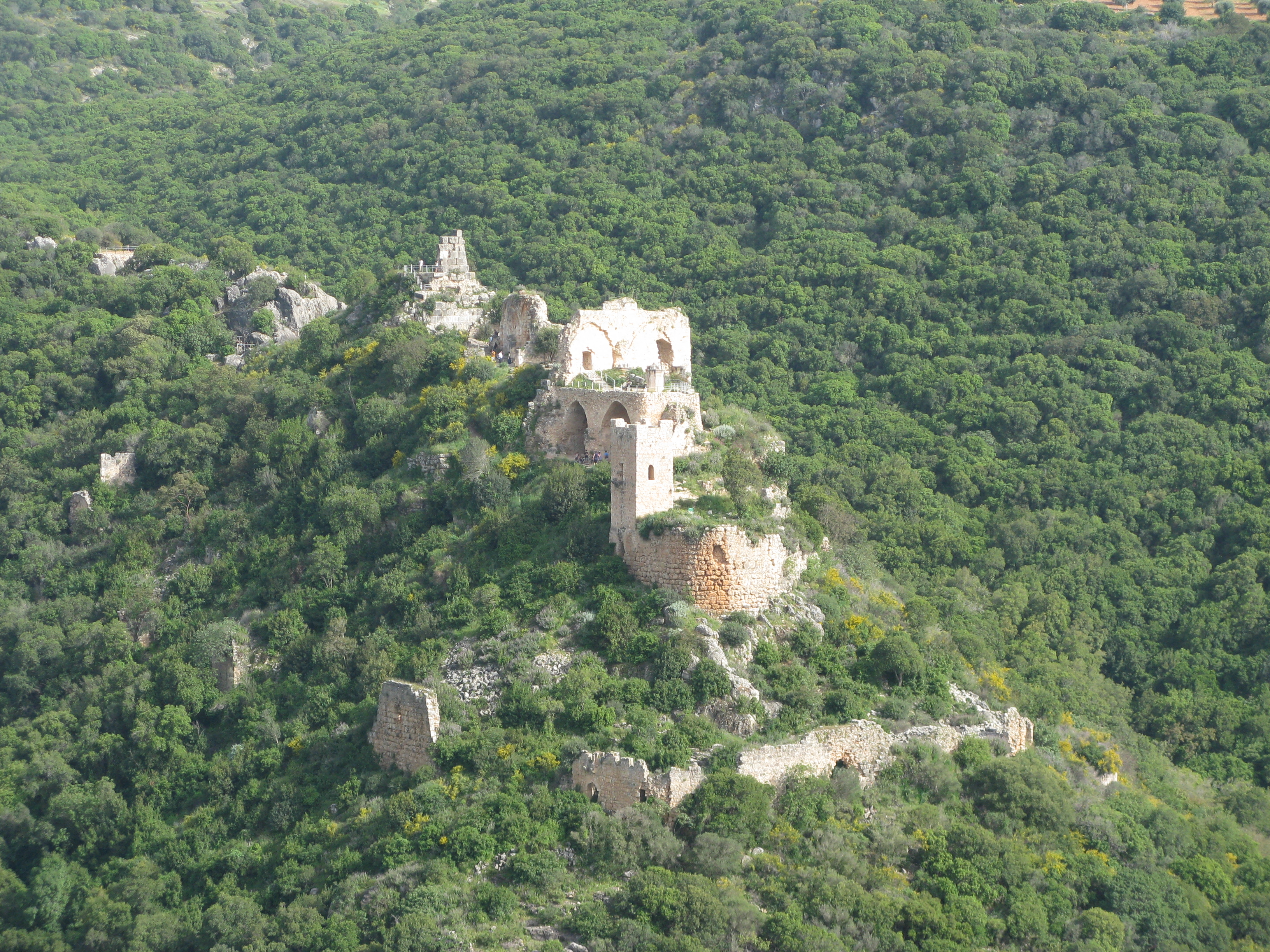
Руины замка Монфор

| Имя                     | Немецкое написание       | начало | конец | Примечания                             |
| ----------------------- | ------------------------ | ------ | ----- | -------------------------------------- |
| Конрад Тюрингский       | Konrad von Thüringen     | 1239   | 1240  |                                        |
| Герхард фон Мальберг    | Gerhard von Malberg      | 1240   | 1244  |                                        |
| Генрих фон Гогенлоэ     | Heinrich von Hohenlohe   | 1244   | 1249  |                                        |
| Гюнтер фон Вюллерслебен | Gunther von Wüllersleben | 1249   | 1252  |                                        |
| Поппо фон Остерна       | Poppo von Osterna        | 1252   | 1256  |                                        |
| Анно фон Зангерсхаузен  | Anno von Sangershausen   | 1256   | 1273  | Перенёс столицу ордена обратно в Акру. |

### Акра(1271—1291)
| Имя                     | Немецкое написание      | начало | конец | Примечания |
| ----------------------- | ----------------------- | ------ | ----- | ---------- |
| Хартман фон Хельдрунген | Hartmann von Heldrungen | 1273   | 1283  |            |
| Бурхард фон Шванден     | Burchard von Schwanden  | 1283   | 1290  |            |

### Венеция(1291—1309)
| Имя                     | Немецкое написание         | начало | конец | Примечания                                                 |
| ----------------------- | -------------------------- | ------ | ----- | ---------------------------------------------------------- |
| Конрад фон Фейхтванген  | Konrad von Feuchtwangen    | 1291   | 1296  | Перенёс столицу ордена в Венецию.                          |
| Готфрид фон Гогенлоэ    | Gottfried von Hohenlohe    | 1297   | 1303  |                                                            |
| Зигфрид фон Фейхтванген | Siegfried von Feuchtwangen | 1303   | 1311  | В 1309 году перенёс столицу ордена в Пруссию в Мариенбург. |

### Мариенбург(1309—1457)
| Имя                              | Немецкое написание                | начало | конец | Герб |
| -------------------------------- | --------------------------------- | ------ | ----- | ---- |
| Карл фон Трир                    | Karl von Trier                    | 1311   | 1324  |      |
| Вернер фон Орзельн               | Werner von Orseln                 | 1324   | 1330  |      |
| Лютер фон Брауншвейг             | Luther von Braunschweig           | 1331   | 1335  |      |
| Дитрих фон Альтенбург            | Dietrich von Altenburg            | 1335   | 1341  |      |
| Людольф Кёниг фон Ватзау         | Ludolf König von Wattzau          | 1342   | 1345  |      |
| Генрих Дуземер                   | Heinrich Dusemer                  | 1345   | 1351  |      |
| Винрих фон Книпроде              | Winrich von Kniprode              | 1352   | 1382  |      |
| Конрад Цёлльнер фон Ротенштайн   | Konrad Zöllner von Rotenstein     | 1382   | 1390  |      |
| Конрад фон Валленроде            | Konrad von Wallenrode             | 1391   | 1393  |      |
| Конрад фон Юнгинген              | Konrad von Jungingen              | 1393   | 1407  |      |
| Ульрих фон Юнгинген              | Ulrich von Jungingen              | 1407   | 1410  |      |
| Генрих фон Плауэн                | Heinrich von Plauen               | 1410   | 1413  |      |
| Михаэль Кюхмайстер фон Штернберг | Michael Küchmeister von Sternberg | 1414   | 1422  |      |
| Пауль фон Русдорф                | Paul von Rusdorf                  | 1422   | 1441  |      |
| Конрад фон Эрлихсхаузен          | Konrad von Erlichshausen          | 1441   | 1449  |      |

### Кёнигсберг(1457—1525)
| Имя                             | Немецкое написание               | начало | конец | Герб, Примечания                                                 |
| ------------------------------- | -------------------------------- | ------ | ----- | ---------------------------------------------------------------- |
| Людвиг фон Эрлихсхаузен         | Ludwig von Erlichshausen         | 1450   | 1467  | В 1457 году был вынужден перенести столицу.                      |
| Генрих Рёйсс фон Плауэн         | Heinrich Reuß von Plauen         | 1469   | 1470  |                                                                  |
| Генрих Реффле фон Рихтенберг    | Heinrich Reffle von Richtenberg  | 1470   | 1477  |                                                                  |
| Мартин Трухзес фон Ветцхаузен   | Martin Truchsess von Wetzhausen  | 1477   | 1483  |                                                                  |
| Иоганн фон Тифен                | Johann von Tiefen                | 1489   | 1497  |                                                                  |
| Фридрих Саксонский              | Friedrich von Sachsen            | 1498   | 1510  |                                                                  |
| Альбрехт Бранденбург-Ансбахский | Albrecht von Brandenburg-Ansbach | 1511   | 1525  | Секуляризовал земли ордена в Пруссии в 1525 в Герцогство Пруссия |

### Мергентхайм(1525—1809)

Герб Вальтера фон Кронберга, великого магистра в 1527—1543 годах

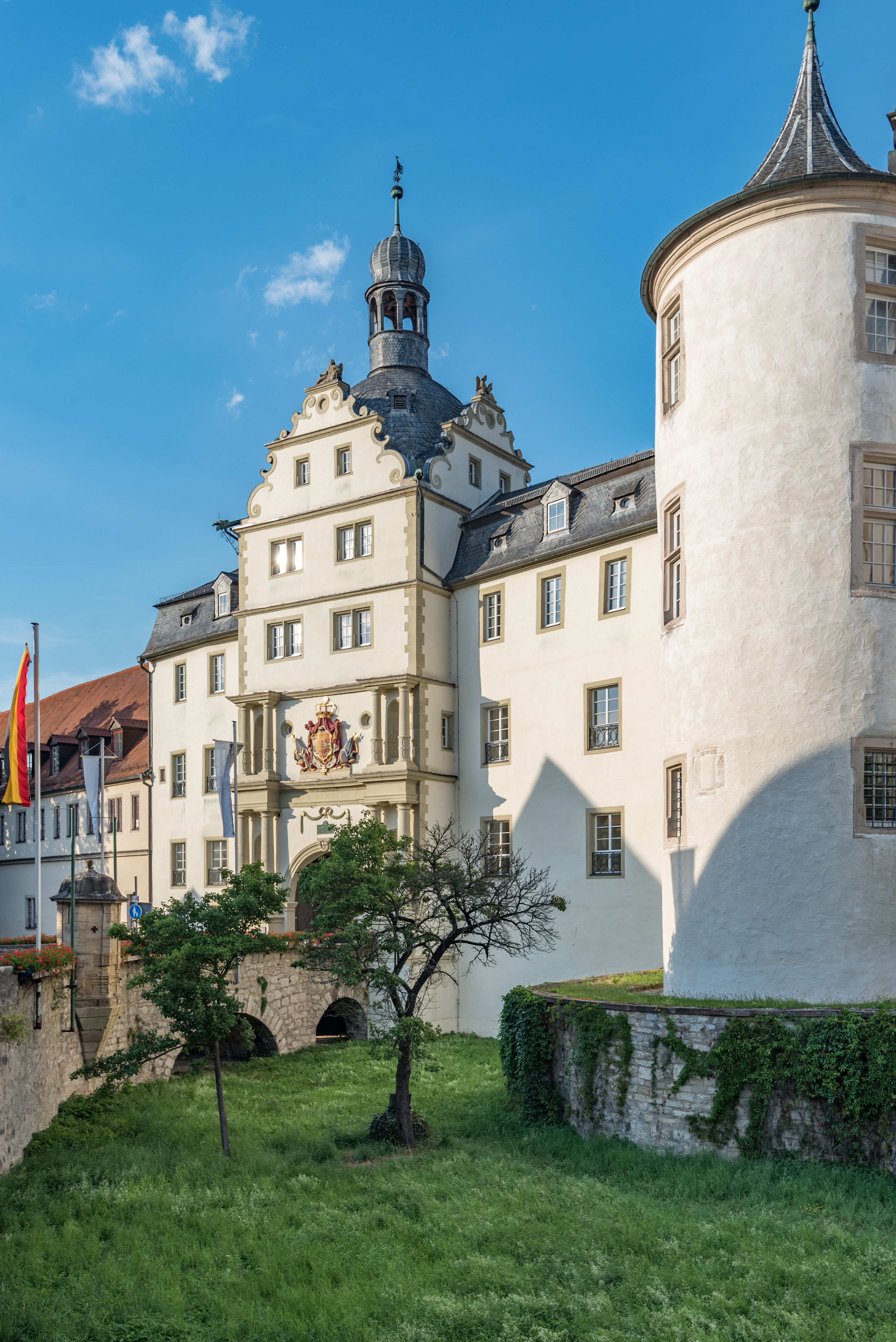
Замок Мергентхайм (резиденция Тевтонского ордена после 1525 года)

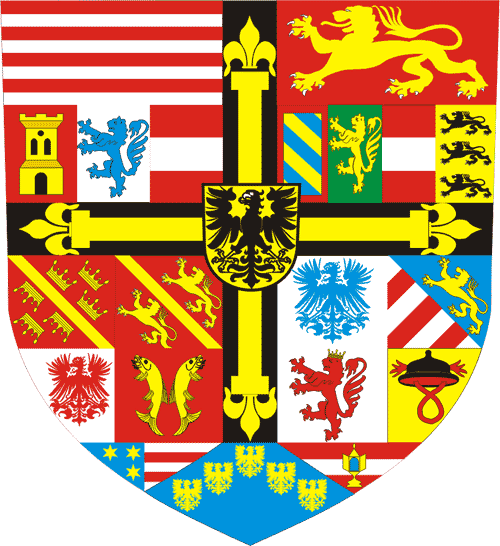
Герб Максимилиана Австрийского, великого магистра в 1590—1618 гг.

Герб Карла Людвига Австрийского, великого магистра в 1801—1804 годах

Орден продолжил своё существование вне пределов Пруссии после 1525 года, потеряв былую силу и влияние. Резиденцией верховной власти ордена стал город Мергентхайм. Великий магистр стал именоваться великий и немецкий магистр (формулировка просуществовала до 1929 года), но короткое название великий магистр по-прежнему было в употреблении. Из-за ослабления ордена, в поисках дополнительных ресурсов к существованию происходит сближение ордена с императорами Священной Римской империи. После того, как в 1590 году император Рудольф II фактически назначает на должность великого магистра своего брата Максимилиана III Австрийского, орден полностью попадает под влияние династии Габсбургов. После этого вплоть до 1923 года Габсбурги руководили деятельностью ордена либо непосредственно назначая руководить орденом членов своей семьи, либо назначая своих приближённых. Многие из великих магистров одновременно с этим занимали другие должности в Империи, в основном епископов. Орден принял активное участие в Тридцатилетней войне (1618—1648).
| Имя                                         | Немецкое написание                 | начало | конец | Примечания                                                                 |
| ------------------------------------------- | ---------------------------------- | ------ | ----- | -------------------------------------------------------------------------- |
| Вальтер фон Кронберг                        | Walther von Cronberg               | 1527   | 1543  | Перенёс резиденцию ордена в Мергентхайм.                                   |
| Вольфганг Шутцбар Мильхлинг                 | Wolfgang Schutzbar                 | 1543   | 1566  |                                                                            |
| Георг Хунд фон Венкхейм                     | Georg Hund von Wenkheim            | 1566   | 1572  |                                                                            |
| Генрих фон Бобенхаузен                      | Heinrich von Bobenhausen           | 1572   | 1590  | Был вынужден уйти в отставку из-за разногласий с императором Рудольфом II. |
| Максимилиан Австрийский                     | Maximilian von Österreich          | 1590   | 1618  | Первый представитель династии Габсбургов                                   |
| Карл Австрийский                            | Karl von Österreich                | 1619   | 1624  | Двоюродный брат Максимилиана.                                              |
| Иоганн Ойстах фон Вестернах                 | Johann Eustach von Westernach      | 1625   | 1627  |                                                                            |
| Иоганн Каспар фон Штадион                   | Johann Kaspar von Stadion          | 1627   | 1641  | Один из командующих императорскими войсками в Тридцатилетнюю войну.        |
| Леопольд Вильгельм Австрийский              | Leopold Wilhelm von Österreich     | 1641   | 1662  | Племянник Карла. Штатгальтер испанских Нидерландов (1647—1656).            |
| Карл Йозеф Австрийский                      | Karl Joseph von Österreich         | 1662   | 1664  | Племянник Леопольда Вильгельма.                                            |
| Иоганн Каспар фон Ампринген                 | Johann Caspar von Ampringen        | 1664   | 1684  |                                                                            |
| Людвиг Антон фон дер Пфальц-Нойбург         | Ludwig Anton von der Pfalz-Neuburg | 1684   | 1694  |                                                                            |
| Франц Людвиг фон дер Пфальц-Нойбург         | Franz Ludwig von der Pfalz-Neuburg | 1694   | 1732  | Младший брат Антона Людвига.                                               |
| Клеменс Август Баварский                    | Clemens August von Bayern          | 1732   | 1761  |                                                                            |
| Карл Александр, принц Лотарингский          | Karl Alexander von Lothringen      | 1761   | 1780  |                                                                            |
| Максимилиан Франц Австрийский               | Maximilian Franz von Österreich    | 1780   | 1801  | Племянник Карла Александра Лотарингского.                                  |
| Карл Людвиг Австрийский (Карл-Людвиг-Иоанн) | Karl Ludwig von Österreich         | 1801   | 1804  | Племянник Максимилиана.                                                    |

### Вена(1809—1923)
| Имя                              | Немецкое написание               | начало | конец | Примечания                                                                     |
| -------------------------------- | -------------------------------- | ------ | ----- | ------------------------------------------------------------------------------ |
| Антон Виктор Австрийский         | Anton Viktor von Österreich      | 1804   | 1835  | Младший брат Карла Людвига.                                                    |
| Максимилиан Йозеф Австрийский    | Maximilian Joseph von Österreich | 1835   | 1863  | Племянник Максимилиана Франца, двоюродный брат Карла Людвига и Антона Людвига. |
| Вильгельм, эрцгерцог Австрийский | Wilhelm von Österreich           | 1863   | 1894  | Сын Карла Людвига.                                                             |
| Ойген Австрийский                | Eugen von Österreich             | 1894   | 1923  | Племянник Вильгельма. Последний глава рыцарского ордена.                       |

### Вена(с 1923 года по настоящее время)
В 1923 году орден потерял статус рыцарского и стал клерикальным. В настоящее время клерикальный католический Немецкий орден, кроме клерикальной, занят также благотворительной, хозяйственной и научной деятельностью.
| Имя                 | Немецкое написание    | начало | конец           | Примечания |
| ------------------- | --------------------- | ------ | --------------- | ---------- |
| д-р. Норберт Кляйн  | Norbert Johann Klein  | 1923   | 1933            |            |
| Пауль Хайдер        | Paul Heider           | 1933   | 1936            |            |
| Роберт Шельцки      | Robert Schälzky       | 1936   | 1948            |            |
| д-р. Мариан Тумлер  | Marian Tumler         | 1948   | 1970            |            |
| Ильдефонс Паулер    | Ildefons Pauler       | 1970   | 1988            |            |
| д-р. Арнольд Виланд | Arnold Othmar Wieland | 1988   | 2000            |            |
| д-р. Бруно Платтер  | Bruno Platter         | 2000   | 2018            |            |
| Франк Байярд        | Frank Bayard          | 2018   | настоящее время |            |